# Антонювка-Сьвержовська
Антонювка-Сьвержовська (пол. Antoniówka Świerżowska) — село в Польщі, у гміні Мацейовиці Ґарволінського повіту Мазовецького воєводства.
Населення — 273 особи (2011).
У 1975-1998 роках село належало до Седлецького воєводства.

## Демографія
Демографічна структура станом на 31 березня 2011 року:
|          | Загалом | Допрацездатний вік | Працездатний вік | Постпрацездатний вік |
| -------- | ------- | ------------------ | ---------------- | -------------------- |
| Чоловіки | 144     | 34                 | 88               | 22                   |
| Жінки    | 129     | 32                 | 61               | 36                   |
| Разом    | 273     | 66                 | 149              | 58                   |